# Железничка станица Велики Борак
Железничка станица Велики Борак је једна од железничких станица на прузи Београд—Бар. Налази се насељу Велики Борак у градској општини Барајево у Београду. Пруга се наставља у једном смеру ка Степојевцу и у другом према Барајеву. Железничка станица Велики Борак састоји се из 3 колосека.

## Повезивање линија
- Пруга Београд—Бар